# Lijst van Waalse ministers van Toerisme
Dit is een lijst van ministers van Toerisme in de Waalse regering. 

## Lijst
| Nr.                                | Minister | Minister                  | Partij | Partij      | Begin             | Einde             | Regering(en)                               |
| ---------------------------------- | -------- | ------------------------- | ------ | ----------- | ----------------- | ----------------- | ------------------------------------------ |
| 1                                  |          | Guy Spitaels (1931-2012)  |        | PS          | 8 januari 1992    | 25 januari 1994   | Spitaels                                   |
| 2                                  |          | Robert Collignon (1943)   |        | PS          | 25 januari 1994   | 12 juli 1999      | Collignon I, II                            |
| vacant (12 juli 1999-19 juli 2004) |          |                           |        |             |                   |                   |                                            |
| 3                                  |          | Benoît Lutgen (1970)      |        | cdH         | 19 juli 2004      | 15 juli 2009      | Van Cauwenberghe II, Di Rupo II, Demotte I |
| 4                                  |          | Paul Furlan (1962-2023)   |        | PS          | 15 juli 2009      | 22 juli 2014      | Demotte II                                 |
| 5                                  |          | René Collin (1958)        |        | cdH         | 22 juli 2014      | 13 september 2019 | Magnette, Borsus                           |
| 6                                  |          | Valérie De Bue (1966)     |        | MR          | 13 september 2019 | 15 juli 2024      | Di Rupo III                                |
| 7                                  |          | Valérie Lescrenier (1979) |        | Les Engagés | 15 juli 2024      | heden             | Dolimont                                   |